# Lợn Landrace Ý
Lợn Landrace Ý (tiếng Anh:Italian Landrace; tiếng Ý: Landrace italiana) là giống lợn nhà có nguồn gốc từ Ý. Giống lợn này có nguồn gốc từ giống Lợn Landrace Đan Mạch được phát triển ở Đan Mạch vào cuối thế kỷ XIX.. Lợn Landrace Ý được nhập khẩu vào Ý sau Thế chiến thứ hai. Loài này đã được chọn chủ yếu với lý do phù hợp cho việc sản xuất prosciutto crudo. Giống lợn này là giống lợn phổ biến thứ hai tại Ý, chỉ sau Lợn Trắng lớn Ý. Các tiêu chuẩn giống được phát hành bởi Ministero delle Politiche Agricole Alimentari e Forestali - Bộ Nông nghiệp và Lâm nghiệp Italia; sách tiêu chuẩn giống được lưu giữ bởi Associazione Nazionale Allevatori Suini, hiệp hội chăn nuôi lợn quốc gia.

## Lịch sử
Lợn Landrace được nhập khẩu vào Ý trong thế kỷ XX. Lợn Landrace Ý đã được nhân giống với kích thước đặc biệt để sản xuất "một giống lợn trọng lượng nặng của Ý" được sử dụng để sản xuất các loại thực phẩm prosciutto và salumi. Các giống lợn Landrace Bỉ cũng được nuôi ở Ý, thường dùng với mục đích sản xuất thịt tươi.
Một cuốn cẩm nang về dòng dõi giống lợn này được thành lập vào năm 1970 và được lưu giữ bởi Associazione Nazionale Allevatori Suini, hiệp hội chăn nuôi lợn quốc gia Ý. Trong năm 2007 đã có 11.749 con lợn Landrace Ý đăng ký, vào cuối năm 2012 tổng số là 5959 con. Hầu hết số lợn giống này tập trung ở Thung lũng Po, nơi mà lợn có kích thước lớn được nuôi chủ yếu.